# جاريت فيتزجيرالد
جاريت فيتزجيرالد (بالإنجليزية: Garret FitzGerald) (و. 1926 – 2011 م) هو عالم اقتصاد، وسياسي، ودبلوماسي من جمهورية أيرلندا. ولد في دبلن.
توفي في دبلن.

## التعليم
تعلم في جامعة كلية دبلن.

## روابط خارجية
- جاريت فيتزجيرالد على موقع الموسوعة البريطانية (الإنجليزية)
- جاريت فيتزجيرالد على موقع مونزينجر (الألمانية)
- جاريت فيتزجيرالد على موقع إن إن دي بي (الإنجليزية)